# Tiro nos Jogos Olímpicos de Verão de 2024 - Carabina três posições masculino
A competição da carabina três posições masculino do tiro nos Jogos Olímpicos de Verão de 2024 foi disputada em 31 de julho e 1 de agosto de 2024 no Centro de Tiro Esportivo, em Châteauroux. Um total de 44 atiradores de 30 Comitês Olímpicos Nacionais (CON) participaram do evento.

## Qualificação
O período de qualificação começou com o Campeonato Europeu de 2022 em Breslávia, Polônia, para os eventos de carabina. Por todo o processo, as vagas foram geralmente concedidas para os atiradores que terminassem em primeiro lugar nos Campeonatos Mundiais da Federação Internacional de Esportes de Tiro (ISSF) ou nos respectivos campeonatos continentais (África, Europa, Ásia, Oceania e Américas).
Após o término do período de qualificação, com todos os CONs recebendo a lista oficial de vagas, a ISSF verificou o Ranking Mundial em cada um dos eventos individuais de tiro. O atirador com a melhor colocação, que não tivesse classificado em nenhuma prova e cujo CON não tivesse vaga em uma prova específica, obteve uma vaga olímpica direta.

## Calendário
Horário local (UTC+2)
| Data                | Horário | Fase         |
| ------------------- | ------- | ------------ |
| 31 de julho de 2024 | 9:00    | Qualificação |
| 1 de agosto de 2024 | 9:30    | Final        |

## Medalhistas
| Ouro   | CHN Liu Yukun      |
| Prata  | UKR Serhiy Kulish  |
| Bronze | IND Swapnil Kusale |

## Recordes
Antes desta competição, os seguintes recordes eram estabelecidos:
| Recordes da qualificação | Recordes da qualificação | Recordes da qualificação | Recordes da qualificação | Recordes da qualificação |
| ------------------------ | ------------------------ | ------------------------ | ------------------------ | ------------------------ |
| Recorde mundial          | Du Linshu                | 597                      | Changwon                 | 1 de novembro de 2023    |
| Recorde olímpico         | Não estabelecido         | –                        | –                        | –                        |

| Recordes da final | Recordes da final | Recordes da final | Recordes da final | Recordes da final   |
| ----------------- | ----------------- | ----------------- | ----------------- | ------------------- |
| Recorde mundial   | Liu Yukun         | 468.9             | Baku              | 10 de maio de 2024  |
| Recorde olímpico  | Zhang Changhong   | 466.0             | Tóquio            | 2 de agosto de 2021 |

## Resultados

### Qualificação
Os oito primeiros atiradores após a qualificação avançam para a final.
| Pos. | Atirador                    | CON                | Ajoelhado | Deitado | Em pé | Total   | Notas |
| ---- | --------------------------- | ------------------ | --------- | ------- | ----- | ------- | ----- |
| 1    | Liu Yukun                   | CHN China          | 199       | 197     | 198   | 594-38x | Q,    |
| 2    | Jon-Hermann Hegg            | NOR Noruega        | 198       | 198     | 197   | 593-36x | Q     |
| 3    | Serhiy Kulish               | UKR Ucrânia        | 199       | 199     | 194   | 592-39x | Q     |
| 4    | Lucas Kryzs                 | FRA França         | 199       | 199     | 194   | 592-35x | Q     |
| 5    | Lazar Kovačević             | SRB Sérvia         | 199       | 198     | 195   | 592-33x | Q     |
| 6    | Tomasz Bartnik              | POL Polônia        | 195       | 199     | 197   | 591-40x | Q     |
| 7    | Swapnil Kusale              | IND Índia          | 198       | 197     | 195   | 590-38x | Q     |
| 8    | Jiří Přívratský             | CZE Chéquia        | 195       | 199     | 196   | 590-35x | Q     |
| 9    | Petr Nymburský              | CZE Chéquia        | 196       | 199     | 195   | 590-32x |       |
| 10   | Patrik Jány                 | SVK Eslováquia     | 194       | 199     | 196   | 589-34x |       |
| 11   | Aishwary Pratap Singh Tomar | IND Índia          | 197       | 199     | 193   | 589-33x |       |
| 12   | Marcus Madsen               | SWE Suécia         | 198       | 196     | 195   | 589-26x |       |
| 13   | Victor Lindgren             | SWE Suécia         | 197       | 194     | 198   | 589-25x |       |
| 14   | Edoardo Bonazzi             | ITA Itália         | 195       | 197     | 196   | 588-38x |       |
| 15   | Romain Aufrère              | FRA França         | 194       | 197     | 197   | 588-34x |       |
| 16   | Du Linshu                   | CHN China          | 198       | 198     | 192   | 588-33x |       |
| 17   | Maximilian Ulbrich          | GER Alemanha       | 195       | 198     | 195   | 588-25x |       |
| 18   | Islam Satpayev              | KAZ Cazaquistão    | 196       | 197     | 195   | 588-24x |       |
| 19   | Danilo Sollazzo             | ITA Itália         | 197       | 198     | 192   | 587-33x |       |
| 20   | Ivan Roe                    | USA Estados Unidos | 198       | 197     | 192   | 587-32x |       |
| 21   | István Péni                 | HUN Hungria        | 193       | 200     | 194   | 587-28x |       |
| 22   | Christoph Dürr              | SUI Suíça          | 196       | 200     | 190   | 586-32x |       |
| 23   | Ole Martin Halvorsen        | NOR Noruega        | 196       | 200     | 190   | 586-32x |       |
| 24   | Aleksi Leppa                | FIN Finlândia      | 195       | 198     | 193   | 586-31x |       |
| 25   | Konstantin Malinovskiy      | KAZ Cazaquistão    | 197       | 196     | 193   | 586-29x |       |
| 26   | Miran Maričić               | CRO Croácia        | 194       | 198     | 193   | 585-31x |       |
| 27   | Jack Rossiter               | AUS Austrália      | 195       | 199     | 191   | 585-27x |       |
| 28   | Alexander Schmirl           | AUT Áustria        | 193       | 199     | 193   | 585-26x |       |
| 29   | Michael Bargeron            | GBR Grã-Bretanha   | 196       | 197     | 191   | 584-28x |       |
| 30   | Nyantaigiin Bayaraa         | MGL Mongólia       | 194       | 197     | 193   | 584-26x |       |
| 31   | Petar Gorša                 | CRO Croácia        | 195       | 197     | 191   | 583-32x |       |
| 32   | Zalán Pekler                | HUN Hungria        | 194       | 195     | 193   | 582-32x |       |
| 33   | Naoya Okada                 | JPN Japão          | 195       | 196     | 191   | 582-26x |       |
| 34   | Dane Sampson                | AUS Austrália      | 193       | 197     | 191   | 581-27x |       |
| 35   | Andreas Thum                | AUT Áustria        | 191       | 198     | 191   | 580-24x |       |
| 36   | Carlos Quezada              | MEX México         | 194       | 195     | 193   | 579-27x |       |
| 37   | Maciej Kowalewicz           | POL Polônia        | 191       | 197     | 191   | 579-26x |       |
| 38   | Rylan Kissell               | USA Estados Unidos | 196       | 192     | 191   | 579-25x |       |
| 39   | Thongphaphum Vongsukdee     | THA Tailândia      | 194       | 193     | 191   | 578-25x |       |
| 40   | Israel Gutiérrez            | ESA El Salvador    | 189       | 197     | 190   | 576-20x |       |
| 41   | Ibrahim Korayiem            | EGY Egito          | 194       | 196     | 186   | 576-17x |       |
| 42   | Tye Ikeda                   | CAN Canadá         | 190       | 195     | 192   | 575-26x |       |
| 43   | Fathur Gustafian            | INA Indonésia      | 192       | 193     | 189   | 574-19x |       |
| 44   | Park Ha-jun                 | KOR Coreia do Sul  | 185       | 196     | 191   | 572-23x |       |

### Final
Após a oitava série de tiros, os competidores com as piores pontuações são eliminados em cada série até restarem dois atiradores.
| Pos.              | Atirador             | Séries    | Séries    | Séries    | Séries  | Séries  | Séries  | Séries | Séries | Séries | Séries | Séries | Séries | Séries | Total | Notas |
| Pos.              | Atirador             | Ajoelhado | Ajoelhado | Ajoelhado | Deitado | Deitado | Deitado | Em pé  | Em pé  | Em pé  | Em pé  | Em pé  | Em pé  | Em pé  | Total | Notas |
| Pos.              | Atirador             | 1         | 2         | 3         | 4       | 5       | 6       | 7      | 8      | 9s41   | 9s42   | 9s43   | 9s44   | 9s45   | Total | Notas |
| ----------------- | -------------------- | --------- | --------- | --------- | ------- | ------- | ------- | ------ | ------ | ------ | ------ | ------ | ------ | ------ | ----- | ----- |
| Medalha de ouro   | CHN Liu Yukun        | 51.3      | 102.9     | 154.0     | 206.9   | 259.2   | 311.5   | 362.8  | 412.5  | 422.9  | 432.6  | 442.8  | 453.7  | 463.6  | 463.6 |       |
| Medalha de prata  | UKR Serhiy Kulish    | 50.8      | 102.7     | 153.9     | 206.7   | 258.7   | 311.1   | 361.3  | 412.6  | 423.0  | 432.9  | 442.0  | 451.9  | 461.3  | 461.3 |       |
| Medalha de bronze | IND Swapnil Kusale   | 50.8      | 101.7     | 153.3     | 206.0   | 258.2   | 310.1   | 361.2  | 411.6  | 422.1  | 431.5  | 441.4  | 451.4  | —      | 451.4 |       |
| 4                 | CZE Jiří Přívratský  | 51.3      | 101.5     | 153.5     | 206.4   | 259.2   | 311.0   | 359.7  | 409.5  | 419.9  | 430.4  | 440.7  | —      | —      | 440.7 |       |
| 5                 | NOR Jon-Hermann Hegg | 52.1      | 103.7     | 155.3     | 207.8   | 259.6   | 312.1   | 361.6  | 410.5  | 420.3  | 430.2  | —      | —      | —      | 430.2 |       |
| 6                 | FRA Lucas Kryzs      | 52.3      | 102.1     | 153.7     | 205.6   | 257.5   | 308.8   | 358.5  | 409.0  | 418.9  | —      | —      | —      | —      | 418.9 |       |
| 7                 | POL Tomasz Bartnik   | 52.0      | 102.1     | 152.9     | 205.5   | 256.8   | 308.8   | 357.9  | 408.8  | —      | —      | —      | —      | —      | 408.8 |       |
| 8                 | SRB Lazar Kovačević  | 49.7      | 101.5     | 152.3     | 204.5   | 257.1   | 307.9   | 357.7  | 407.4  | —      | —      | —      | —      | —      | 407.4 |       |